# Salatín (Nízké Tatry)
Salatín (1630 m n. m.) je výrazná hora v západní části Nízkých Tater a také stejnojmenná národní přírodní rezervace v Národním parku Nízké Tatry.

## Přístup
Na vrchol vedou červeně značená turistická trasa z Ludrové a Liptovské Lúžné, zeleně značená trasa po hřebeni Bohúňova a Malého Salatína z Ludrové a zeleně značená trasa z osady Železnô v Lupčianské dolině. Na hřebeni Malého Salatína se nacházejí krasové útvary a menší jeskyně. Vrchol je pokryt kosodřevinou, směrem na východ a západ spadají strmé lavinózní svahy. V Ludrovské dolině se nachází kaňon Hučiaky s malými jeskyněmi ve skalách. Z vrcholu je kruhový výhled na Nízké Tatry, Velkou Fatru a Chočské vrchy. V okolních dolinách žije množství zvěře (medvědi, kanci, vlci).